# Буђана (Арецо)
Буђана је насеље у Италији у округу Арецо, региону Тоскана.
Према процени из 2011. у насељу је живело 127 становника. Насеље се налази на надморској висини од 308 м.